# Alchemilla circularis
Alchemilla circularis é uma espécie de rosácea do gênero Alchemilla, pertencente à família Rosaceae.